# Steluța-Gustica Cătăniciu
Steluța-Gustica Cătăniciu (n. 19 februarie 1963, Zau de Câmpie, România) este o fostă deputată româncă, aleasă în legisltaturile 2012-2016; 2016-2020 și 2020-2024.
În timpului mandatului a trecut la grupul parlamentar Liberal Conservator (PC-PLR), iar în 2016 a fost realeasă deputat din partea ALDE.
ANI a constatat că în 2009, în calitate de consilier local, aceasta a încălcat regimul juridic privind conflictul de interese în materie administrativă întrucât, în calitate de consilier local a participat la adoptarea unei hotărâri privind o societate cu care a avut raporturi juridice, în calitate de avocat. Cătăniciu a atacat raportul ANI la Curtea de Apel Cluj, dar instanța i-a respins contestația în decembrie 2013. Doi ani mai târziu, în noiembrie 2015, și Înalta Curte i-a respins definitiv recursul, menținând decizia Agenției de Integritate. Drept urmare, vreme de 3 ani, până în noiembrie 2018, Steluța Cătăniciu nu mai are voie să ocupe nicio funcție publică, aleasă sau numită. Pe data de 30 iunie Steluța Cătăniciu a anunțat oficial în plenul Parlamentului aderarea la Partidul Puterii Umaniste (social-liberal).